# Gransjön (Bjurholms socken, Ångermanland, 709617-164710)
Gransjön är en sjö i Bjurholms kommun i Ångermanland och ingår i Lögdeälvens huvudavrinningsområde. Sjön har en area på 0,084 kvadratkilometer och ligger 248,1 meter över havet. Sjön avvattnas av vattendraget Blåbergssjöbäcken.

## Delavrinningsområde
Gransjön ingår i det delavrinningsområde (709694-164629) som SMHI kallar för Utloppet av Gransjön. Medelhöjden är 285 meter över havet och ytan är 2,29 kvadratkilometer. Räknas de 7 avrinningsområdena uppströms in blir den ackumulerade arean 18,64 kvadratkilometer. Blåbergssjöbäcken som avvattnar avrinningsområdet har biflödesordning 2, vilket innebär att vattnet flödar genom totalt 2 vattendrag innan det når havet efter 82 kilometer. Avrinningsområdet består mestadels av skog (62 procent). Avrinningsområdet har 0,09 kvadratkilometer vattenytor vilket ger det en sjöprocent på 3,7 procent.